# Jacksonville (Arkansas)
Jacksonville é uma cidade localizada no estado americano do Arkansas, no Condado de Pulaski.

## Demografia
Segundo o censo americano de 2000, a sua população era de 29.916 habitantes.
Em 2006, foi estimada uma população de 30.506, um aumento de 590 (2.0%).

## Geografia
De acordo com o United States Census Bureau tem uma área de 68,7 km², dos quais 68,3 km² cobertos por terra e 0,4 km² cobertos por água. Jacksonville localiza-se a aproximadamente 87 m acima do nível do mar.

## Localidades na vizinhança
O diagrama seguinte representa as localidades num raio de 16 km ao redor de Jacksonville.